# Oriola Sunday
Oriola Sunday (* 18. April 2003) ist ein nigerianischer Fußballspieler.

## Karriere
Oriola Sunday erlernte das Fußballspielen in der Jugendmannschaft von IB Sports Dreams im nigerianischen Abuja sowie in der Schulmannschaft der Fukuchiyama Seibi High School im japanischen Fukuchiyama. Seinen ersten Profivertrag unterschrieb er am 1. Februar 2022 bei Tokushima Vortis. Der Verein aus Tokushima, einer Großstadt in der gleichnamigen Präfektur Tokushima auf der Insel Shikoku, spielte in der zweiten japanischen Liga, der J2 League. Sein Zweitligadebüt gab er am 19. Februar 2022 (1. Spieltag) im Heimspiel gegen Zweigen Kanazawa. Hier wurde er in der 78. Minute für Akira Hamashita eingewechselt. Das Spiel endete 0:0. Nach sieben Zweitligaspielen wechselte er im August 2023 auf Leihbasis zum Drittligisten Vanraure Hachinohe. Bis Juli 2024 bestritt er für Vanraure 34 Ligaspiele. Nach der Ausleihe kehrte er am 10. Juli 2024 nach Tokushima zurück. Einen Tag später unterschrieb er einen Vertrag beim Drittligisten Ōmiya Ardija. Am Ende der Saison 2024 feierte er mit dem Verein die Drittligameisterschaft und den Aufstieg in die zweite Liga. 

## Erfolge
Ōmiya Ardija
- Japanischer Drittligameister: 2024